# Let’s Get It Started
«Let’s Get It Started» (первоначальное название «Let’s Get Retarded») — четвёртый сингл альбома Elephunk американской хип-хоп группы Black Eyed Peas.

## Композиция
Вступление песни заимствованно из вступления сингла Алиши Киз «Fallin'». Также песня содержит семпл из песни «Bass Is Loaded» группы Leaders of the New School.
Первоначальный текст песни вызвал жаркие дискуссии после выпуска. Слово «retarded» (англ. умственно отсталый) является уничижительным термином, который используется для описания людей с отклонениями в развитии. Это сделало оригинальную версию песни непригодной для игры на большинстве радиостанций и на спортивных матчах. В 2004 году слова песни были отредактированы и выпущен сингл «Let’s Get It Started», который нашёл свой путь на радиоэфир, саундтрекам к фильмам и видеоиграм.

## Список композиций
CD Single
1. «Let’s Get It Started»
2. «Let’s Get It Started» (Spike Mix)
3. «Let’s Get It Started» (Party Mix)
4. «Let’s Get Retarded»

The Urbz (Sims in the City) Edition — EP
1. «Let’s Get It Started» (Spike Mix) — 3:39
2. «Ga Ra Ta Da» (Simlish Version) — 3:28
3. «The Sticky» — 4:39
4. «Friddy Dope» (Simlish Version) — 3:46

UK Single
1. «Let’s Get It Started»
2. «Let’s Get Retarded»
3. «Bridging The Gaps»
4. «Way U Make Me Feel»
5. «Let’s Get It Started» (расширенный клип)

## Чарты и продажи

### Продажи
«Let’s Get It Started» стала первой песней, проданной 500.000 загрузок в США. Это означало, что на тот момент она была самой продаваемой цифровой песней всех времен. Это звание теперь принадлежит их же песне «I Gotta Feeling», которая недавно[когда?] стала первой песней, скачанной более 7.000.000 раз. По состоянию на май 2009 года было продано два миллиона копий «Let’s Get It Started».

### Наивысшие позиции
| Чарт (2003/04)                      | Наивысшая позиция |
| ----------------------------------- | ----------------- |
| Австралия (ARIA)                    | 2                 |
| Австрия (Ö3 Austria Top 40)         | 18                |
| Бельгия/Фландрия (Ultratop 50)      | 22                |
| Бельгия/Валлония (Ultratop 50)      | 24                |
| Дания (Tracklisten)                 | 17                |
| Канада (Billboard Canadian Hot 100) | 2                 |
| Франция (SNEP)                      | 7                 |
| Германия (GfK)                      | 18                |
| Венгрия (Dance Top 40)              | 1                 |
| Италия (FIMI)                       | 12                |
| Нидерланды (Single Top 100)         | 15                |
| Новая Зеландия (Recorded Music NZ)  | 6                 |
| AFP                                 | 1                 |
| ЕвроХит Топ-40                      | 1                 |
| Великобритания (OCC UK Singles)     | 11                |
| США (Billboard Hot 100)             | 21                |
| США (Billboard Digital Song Sales)  | 8                 |
| США (Billboard Pop Airplay)         | 4                 |